# 朗贝
朗贝（法語：Lembeye，法語發音：[lɛ̃bɛj]）是法国大西洋比利牛斯省的一个市镇，属于波城区。

## 地理
朗贝（43°26'59"N, 0°6'36"W）面积8.39 平方千米，位于法国新阿基坦大区大西洋比利牛斯省，该省份为法国东南部省份，涵盖了贝阿恩与北巴斯克，西临大西洋比斯開灣，北至朗德省，东北接热尔省，东临上比利牛斯省，南与西班牙接壤。
与朗贝接壤的市镇（或旧市镇、城区）包括：巴西永-沃泽、科贝尔-阿贝尔、埃斯屈雷斯、吕克-阿尔莫、佩尔隆格-阿博斯、桑松利翁、锡马库尔布、马斯皮-拉隆凯尔-瑞亚克。

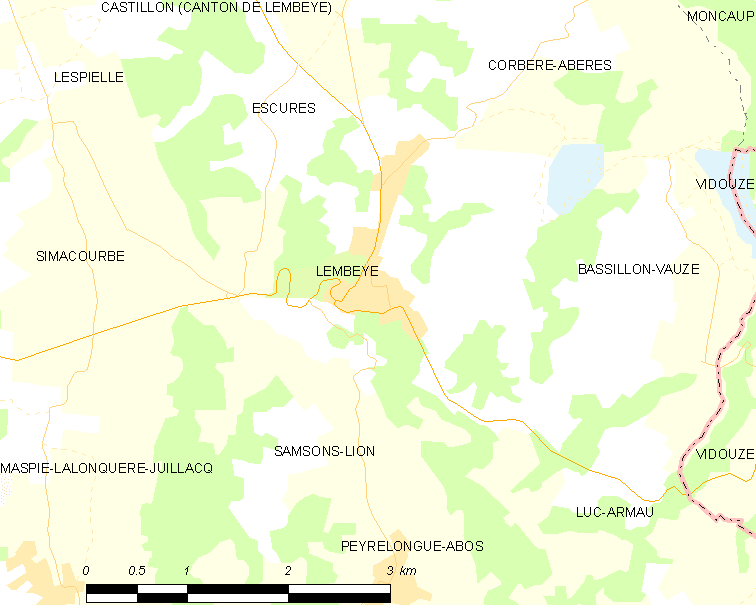
朗贝的OSM定位图

朗贝的时区为UTC+01:00、UTC+02:00（夏令时）。

## 行政
朗贝的邮政编码为64350，INSEE市镇编码为64331。

## 政治
朗贝所属的省级选区为吕伊河土地和维克比伊山坡县。

## 人口

1962-2008年间朗贝人口变化图示

朗贝于2022年1月1日时的人口数量为804人。